# Iglesia de Nuestra Señora de la Junquera
La iglesia de Nuestra Señora de la Junquera es una iglesia católica situada en el municipio de Luesma, provincia de Zaragoza, España. 

## Características
La iglesia, en estado de ruina, es de estilo barroco y cuenta con capillas entre los contrafuertes. La bóveda es de lunetos en la nave principal y de arista en las laterales. 

## Campanario
La torre companario es de planta cuadrada y estilo mudéjar. La misma se alza junto al crucero de la iglesia aunque se construyó en el siglo XVII probablemente sobre una construcción anterior pero acorde con el diseño anterior.
La torre está dividida en tres puertos separados por cornisas. Los dos cuerpos superiores son de ladrillo con diferentes motivos decorativos, mientras que el cuerpo inferior es de mampostería y sillar de piedra.

## Galería de imágenes

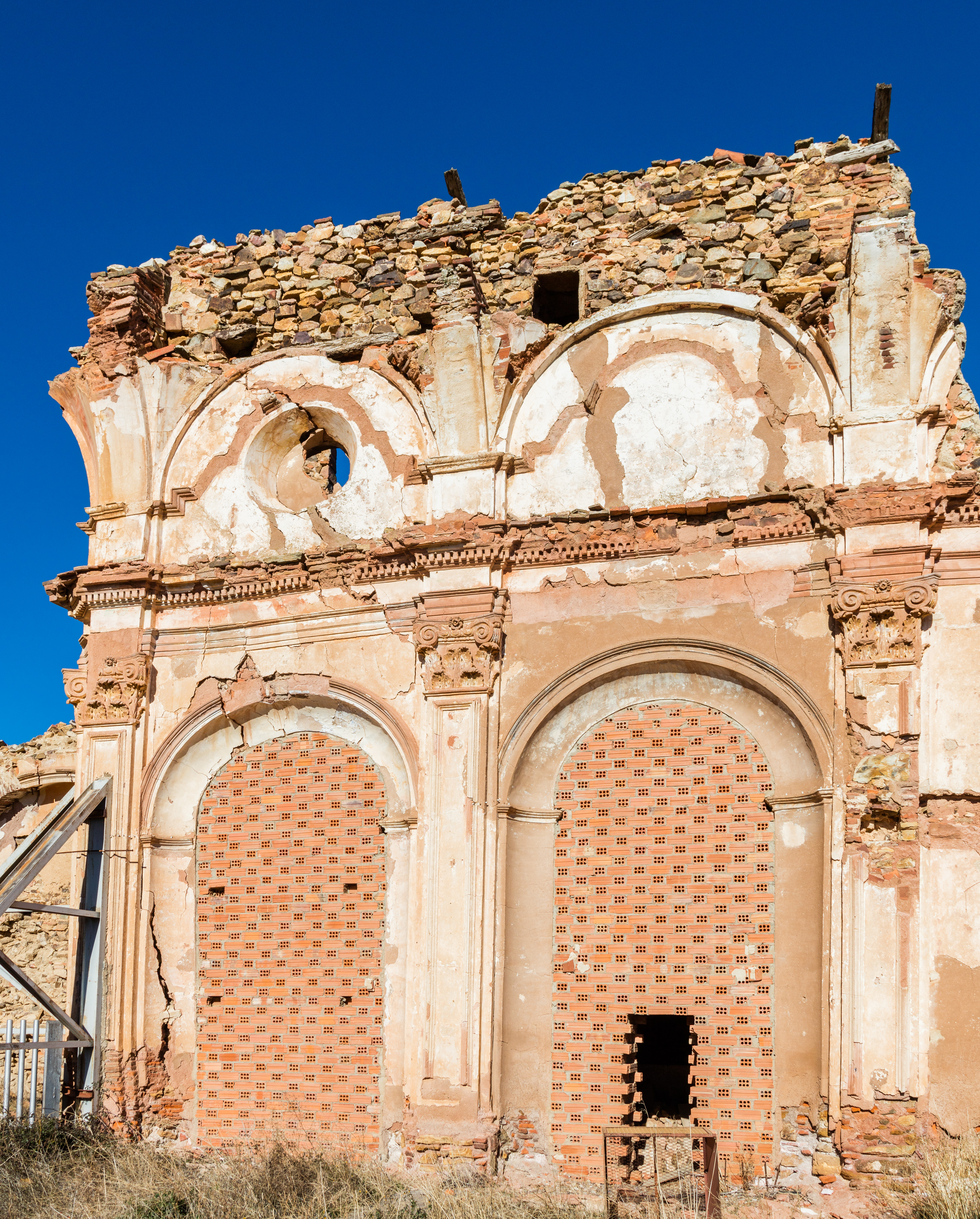
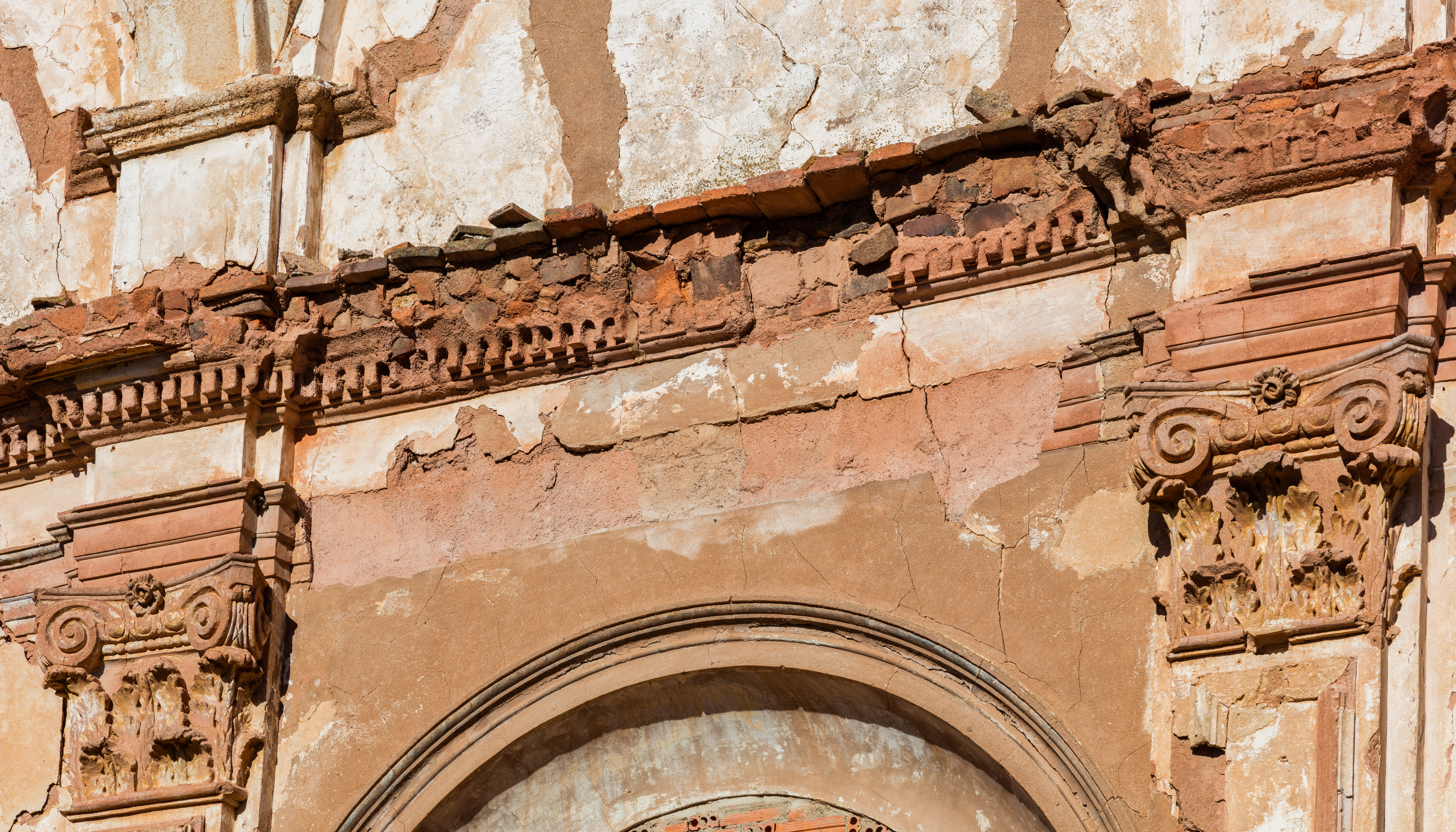
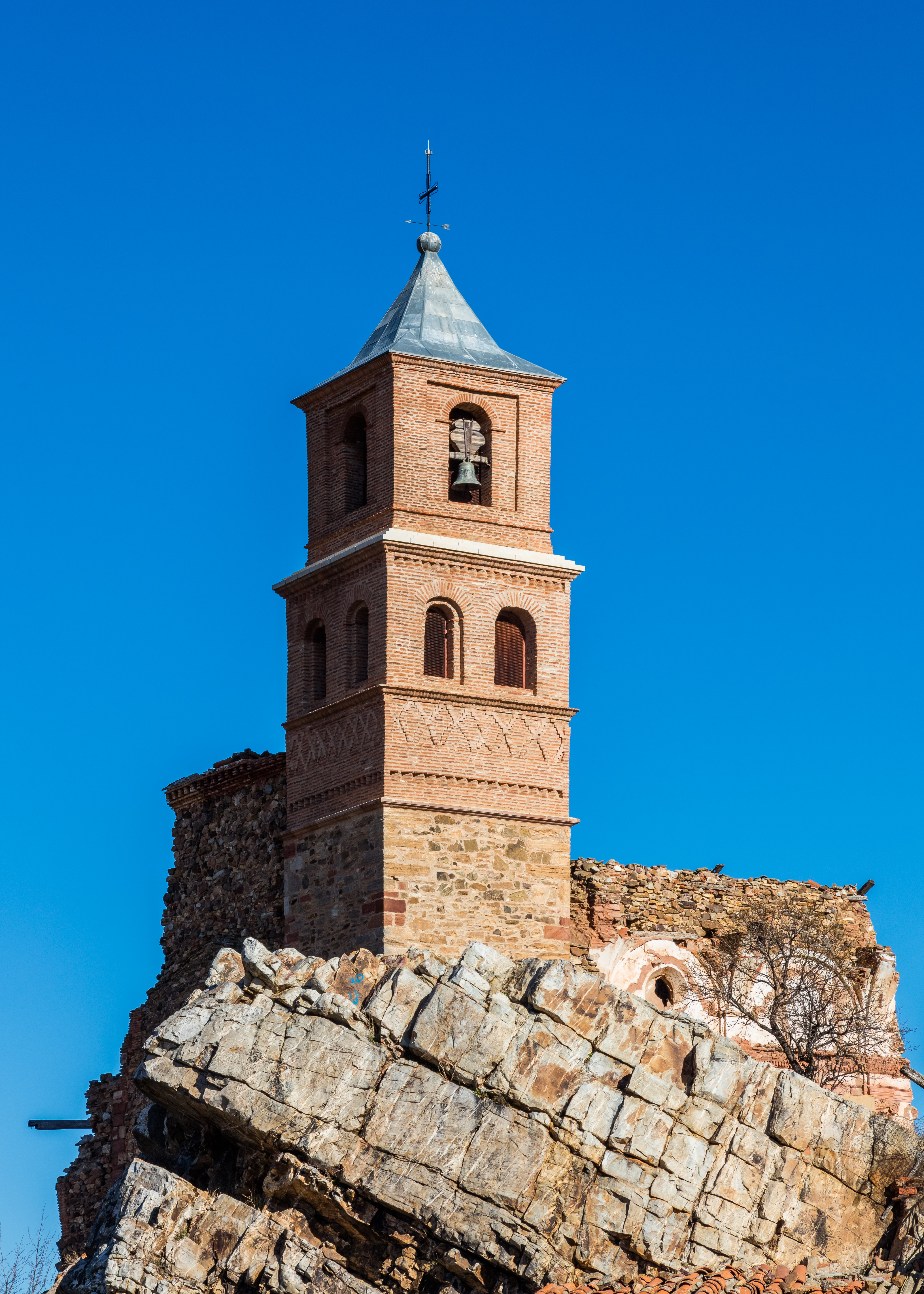
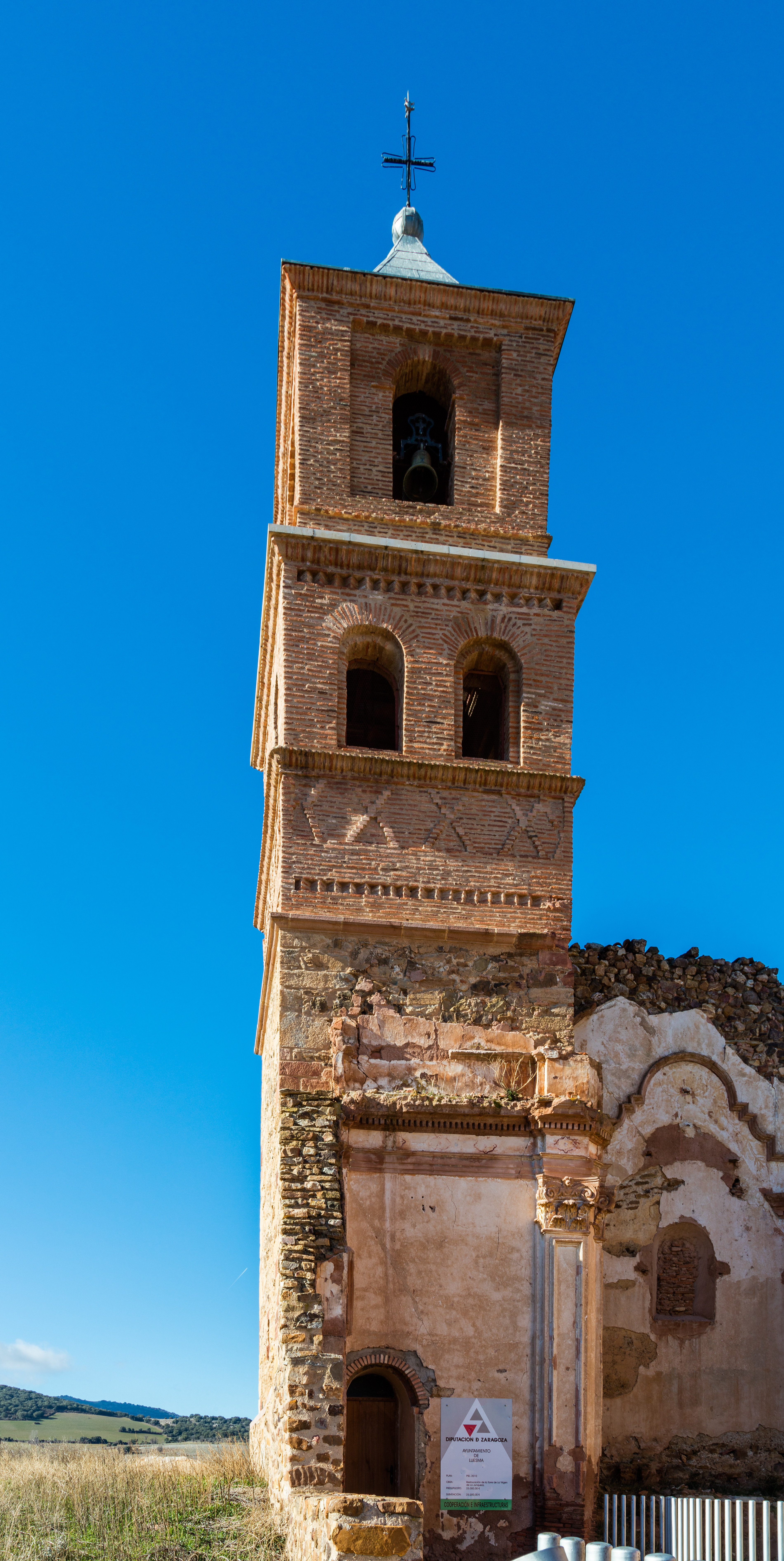